# Alexander Hugo Bakker Korff
Pour les articles homonymes, voir Korff.
Alexander Hugo Bakker Korff, né le 3 août 1824 à La Haye et mort le 28 janvier 1882 à Leyde, est un peintre et dessinateur néerlandais.

## Biographie
Alexander Hugo Bakker Korff naît le 3 août 1824 à La Haye. Il est le fils de l'écrivain Johannes Bakker-Korff.
Il s'est d'abord formé auprès de Cornelis Kruseman à l'Académie de La Haye (1841-1855), puis s'est spécialisé en peinture d'histoire à l'Académie d'Anvers sous Gustaf Wappers de 1845 à 1848. Il s'installe comme peintre à La Haye en 1848 et expose de grands tableaux d'histoire en 1848 et 1849. Un exemple d'une peinture d'histoire de cette période est le Lit de mort de Frederick Henry.
Il meurt le 28 janvier 1882 à Leyde.

## Honneur
- Chevalier de l'ordre de Léopold (Belgique, 9 novembre 1869)[3].